# تاريخ موريشيوس
يبدأ تاريخ موريشيوس المعروف باكتشافه من قبل العرب، يليهم الأوروبيون وظهورهم على الخرائط في أوائل القرن السادس عشر. تم احتلال موريشيوس على التوالي من قبل الهولنديين والفرنسيين والبريطانيين، وأصبحت مستقلة في عام 1968.

## اكتشاف
تم اكتشاف موريشيوس لأول مرة من قبل العرب. وهذا ما تؤكده أقرب الأدلة التاريخية الحالية لجزيرة، تُعرف الآن باسم موريشيوس، وهي على خريطة أنتجها رسام الخرائط الإيطالي ألبرتو كانتينو في عام 1502. يُظهر كانتينو ثلاث جزر يُعتقد أنها تمثل المسكارين (ريونيون وموريشيوس ورودريغز) وتدعوهم دينا مارغابين ودينا أروبي ودينا موريزي. دعا العالم العربي في العصور الوسطى منطقة جزر المحيط الهندي الواق واق.

## الاكتشافات البرتغالية (1507-1513)
تم اكتشاف موريشيوس في وقت لاحق وزارها البرتغاليون بين عامي 1507 و1513. كانت تعرف موريشيوس والجزر المحيطة باسم جزر ماسكارين إيلها ماسكارينهاس بعد بيدرو ماسكارينهاس.
 وصفت خريطة العالم الرسمية للديوجو ريبيرو «من الغرب إلى الشرق، أول جزيرة،» ماسكارينهاس «، والثانية،» سانتا أبولونيا «والثالثة،» دومينغو فرويز ". " تمت مصادفة الجزر الثلاث (ريونيون وموريشيوس ورودريغز) قبل بضع سنوات بالصدفة خلال رحلة استكشافية على ساحل خليج البنغال بقيادة تريستاو دا كونها. واجهت البعثة في الإعصار واضطر لتغيير المسار. وهكذا، فإن السفينة كرين من قبطان ديوجو فرنانديز بيريرا، ظهرت في جزيرة ريونيون في 9 فبراير 1507. ودعوا الجزيرة «سانتا أبولونيا» («سانت أبولونيا») تكريما لقديس ذلك اليوم. واجهت موريشيوس خلال نفس الحملة وحصلت على اسم «كرين» وردريجوس باسم «ديوجو فيرناسيو». بعد خمس سنوات، تمت زيارة الجزر بواسطة دوم بيدرو دي ماسكارينهاس الذي ترك اسم ماسكارين للمنطقة بأكملها. لم يهتم البرتغاليون بهذه الجزر المعزولة. تم تأسيسها بالفعل في آسيا في غوا، على ساحل مليبار، في جزيرة سيلان (سريلانكا الآن) وعلى الساحل الماليزي.

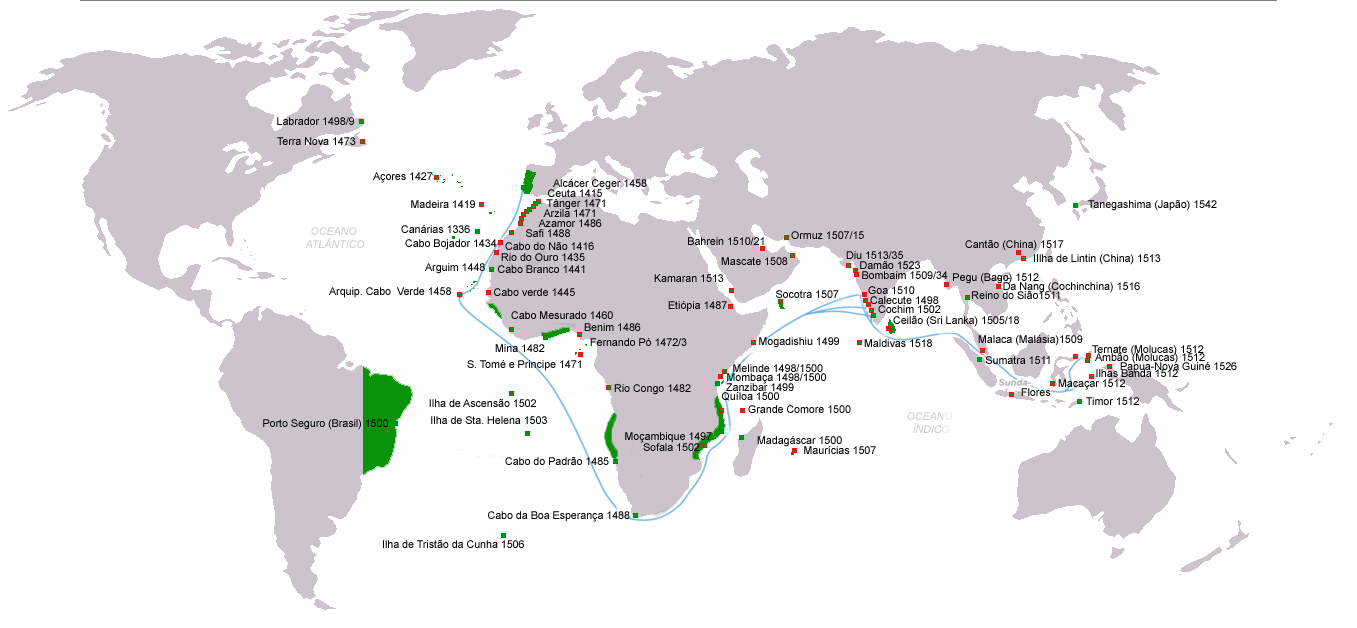
الاكتشافات البرتغالية 1415-1543 في عهد د. جواو الثالث (الأخضر)

كانت قاعدتهم الأفريقية الرئيسية في موزمبيق، لذلك فضل الملاحون البرتغاليون استخدام قناة موزمبيق للذهاب إلى الهند. أثبتت جزر القمر في الشمال أنها ميناء عملي أكثر. وبالتالي لم يتم إنشاء مستعمرة دائمة في الجزيرة من قبل البرتغاليين.

## عصر شركة الهند الشرقية الهولندية (1598-1710)

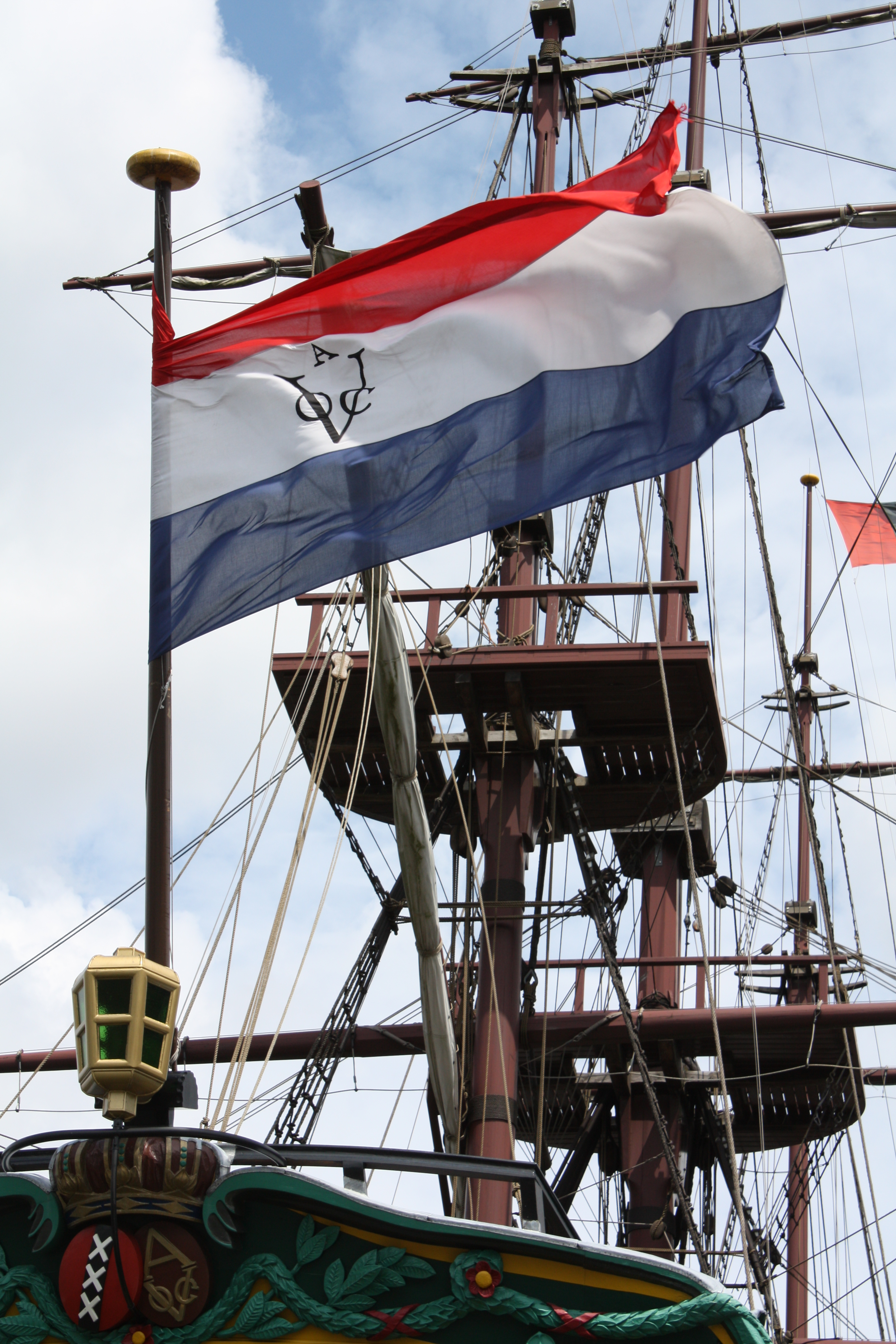
طبق الاصل من انديا مان الشرق من شركة الهند الشرقية الهولندية / شركة الهند الشرقية المتحدة (VOC).

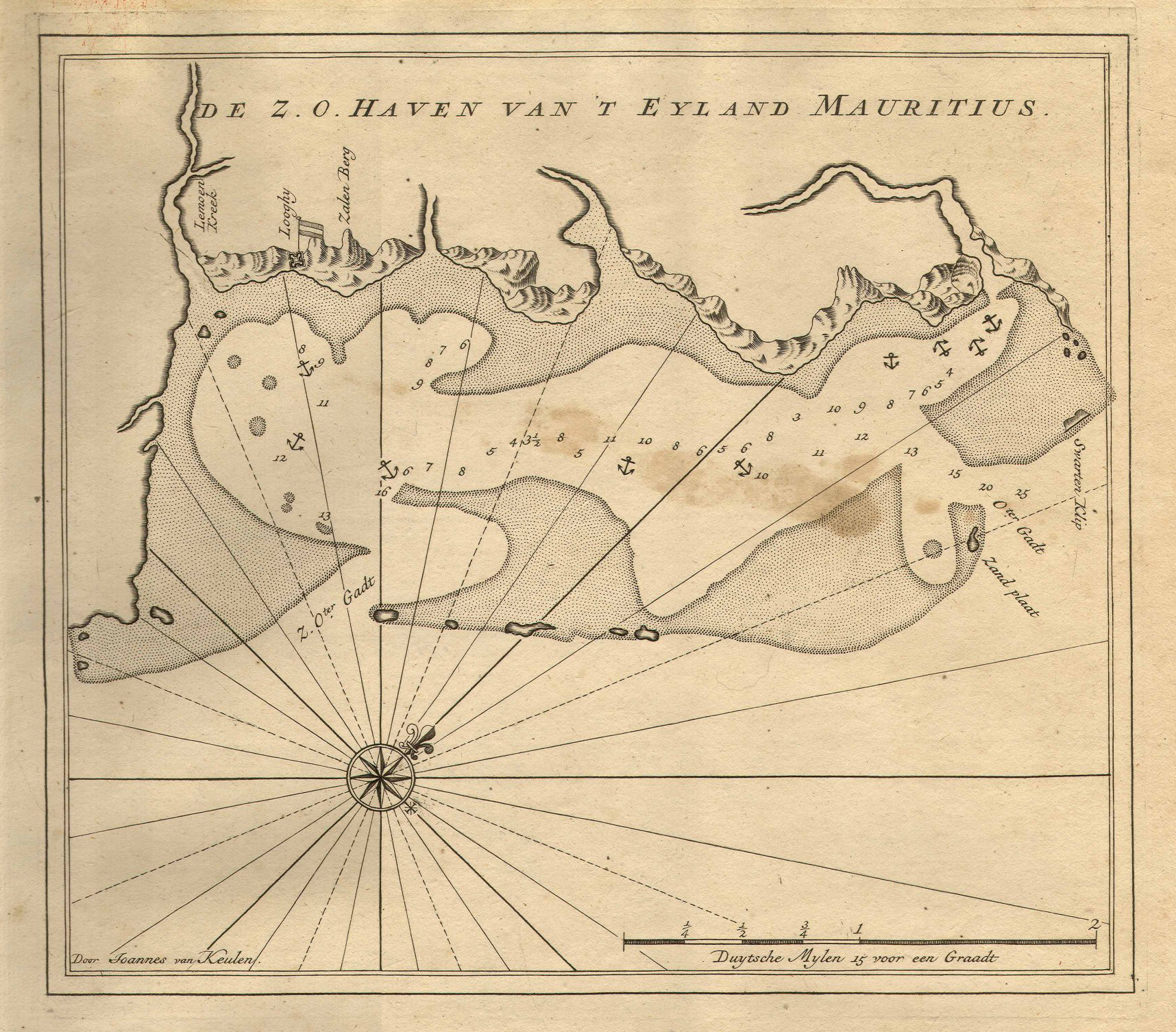
خريطة هولندية لساحل موريشيوس. كانت موريشيوس الهولندية (1638-1710) أول مستوطنة إنسانية دائمة يتم إنشاؤها في الجزيرة.

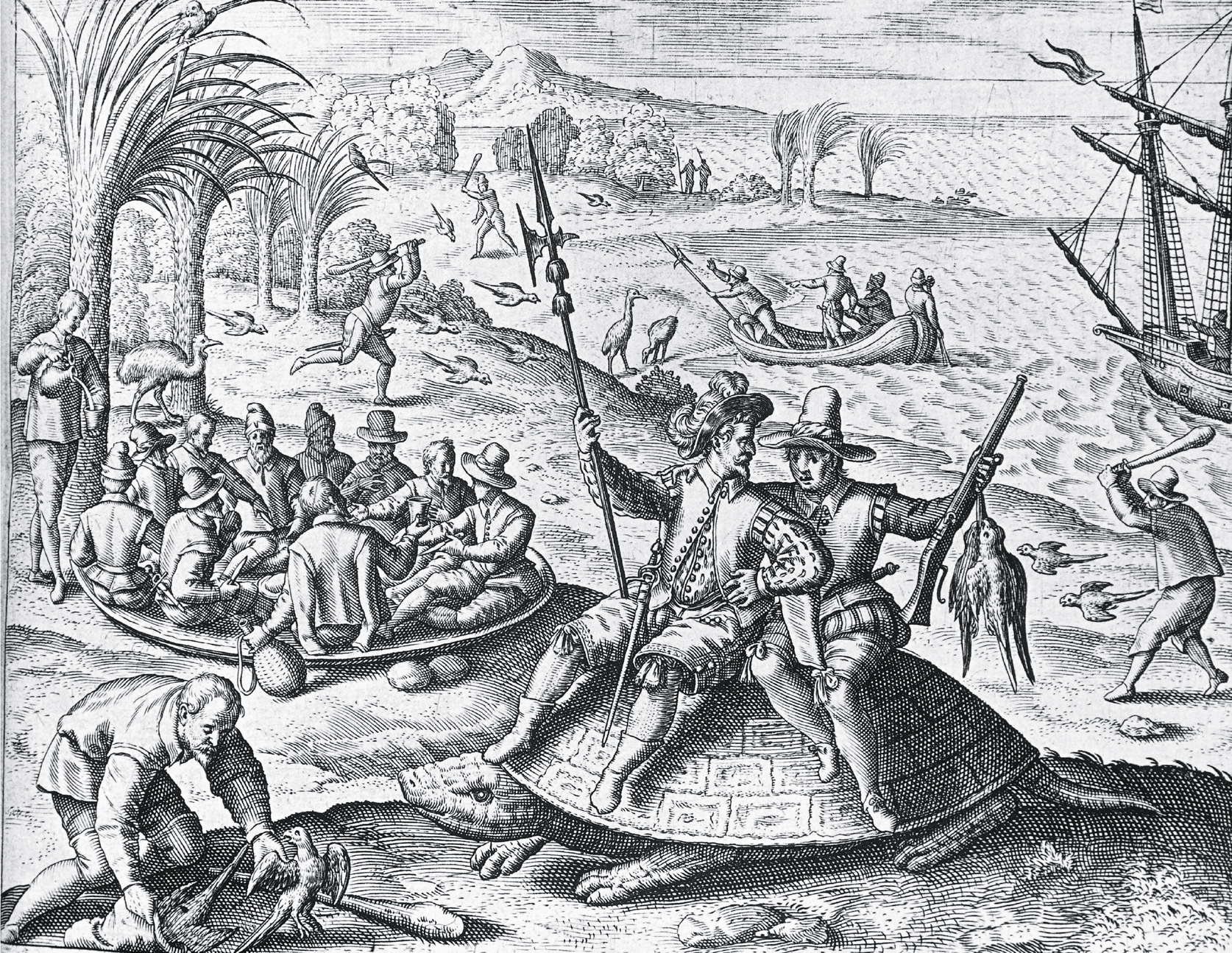
صيد الببغاء على موريشيوس بواسطة يوهان ثيودور دي براي، 1601

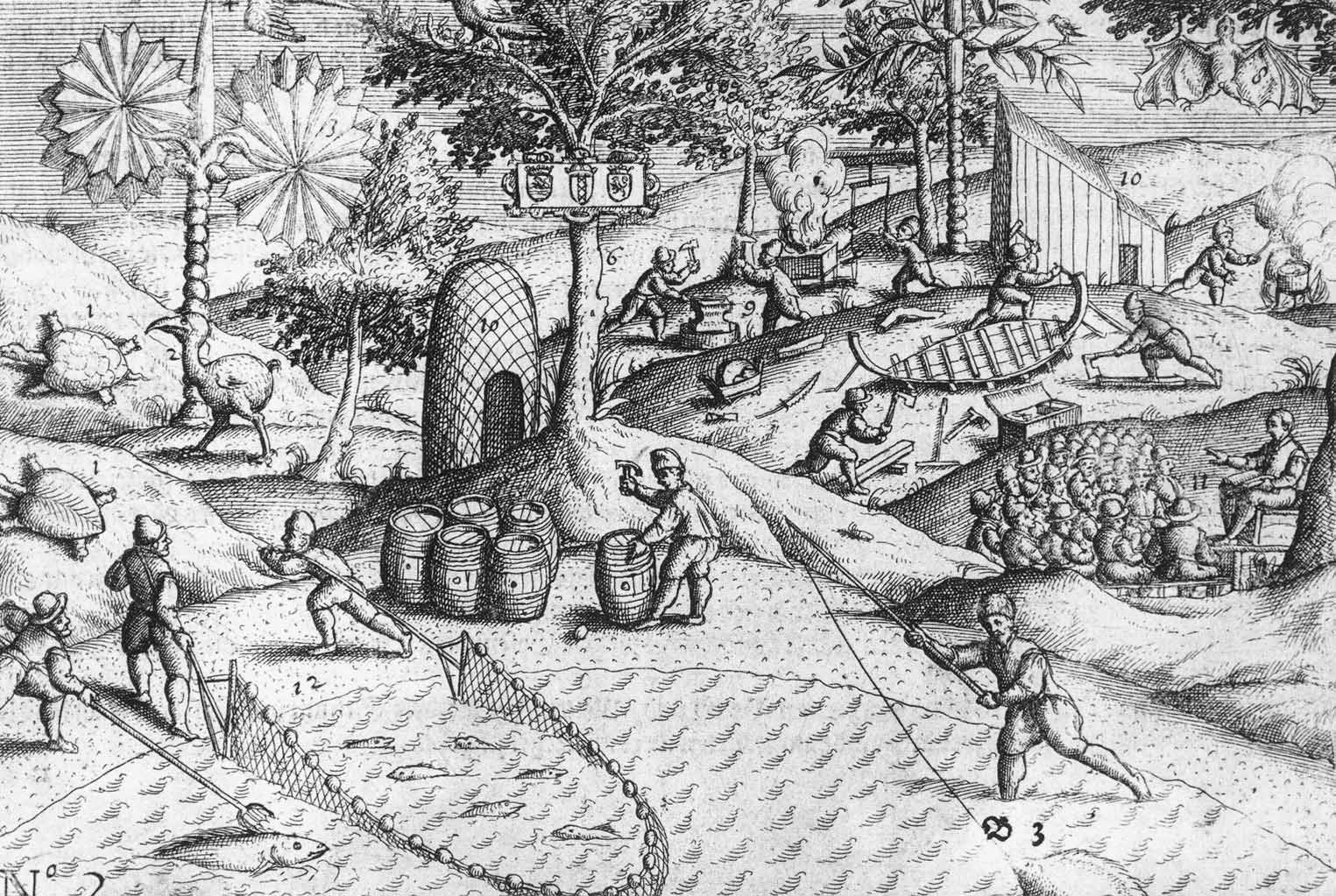
نقش نحاسي من Het Tweede Boeck يعرض أنشطة هولندية على شاطئ موريشيوس خلال رحلة الأميرال جاكوب فان نيك في عام 1598، بالإضافة إلى أول صور منشورة عن طائر الدودو (2) والببغاء عريض المنقار (5)، منقرضان. يوهان ثيودور دي براي، 1598

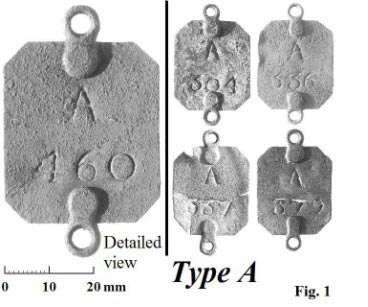
طوق الرقيق من موريشيوس

في عام 1598 م، أبحرت البعثة الهولندية الثانية إلى إندونيسيا المؤلفة من ثماني سفن، بناءً على أوامر من الأميركيين جاك كورنيليوس فان نيك وويبراندت فان وارويك، من تيكسل، هولندا، باتجاه شبه القارة الهندية. واجهت السفن الثمانى طقسًا كريًا بعد اجتيازها رأس الرجاء الصالح، وتم فصلها. ووجد ثلاثة طريقهم إلى الشمال الشرقي من مدغشقر، بينما أعاد الخمسة الباقون تجميع صفوفهم وأبحروا في اتجاه الجنوب الشرقي. في 17 سبتمبر، ظهرت السفن الخمس بأمر من الأدميرال فان وارويك في موريشيوس. في 20 سبتمبر، دخلوا في خليج محمي أطلقوا عليه اسم «بورت دي وارويك» (المعروف الآن باسم «جراند بورت»). هبطوا وقرروا تسمية جزيرة «الأمير موريتر فان ناسيولاند»، بعد نجل وليام وليام، الأمير موريتس (النسخة اللاتينية: موريشيوس) من عائلة ناسو، ستاتهاودر معظم جمهورية هولندا، وبعد الرئيسي سفينة من الأسطول، «موريشيوس». من ذلك الوقت، بقي فقط اسم موريشيوس. في 2 أكتوبر، انطلقت السفن مرة أخرى إلى البحر باتجاه بانتام. يقيم في موريشيوس بعض أحفاد «ويليام أوف أورانج» عبر خط الأنثى، بما في ذلك جيل هولواي، سيدة أعمال بارزة وصحفية وكاتبة بحرية.
ومنذ ذلك الحين، استخدم الهولنديون ميناء الجزيرة في بورت دي وارويك كمحطة توقف بعد أشهر طويلة في البحر. في 1606، جاءت رحلتان لأول مرة إلى ما سيصبح فيما بعد بورت لويس في الجزء الشمالي الغربي من الجزيرة. دخلت البعثة، التي تتألف من 11 سفينة و1357 رجلاً بأوامر من الأدميرال كورنيل، إلى الخليج، والتي أطلقوا عليها اسم «مرفأ السلحفاة» بسبب العدد الكبير من السلاحف الأرضية التي وجدواها هناك. منذ ذلك التاريخ، حول البحارة الهولنديون إلى ميناء.
في عام 1615، قاد حطام السفينة ووفاة الحاكم بيتر بوث، الذي كان عائداً من الهند مع أربع سفن محمّلة بالثراء في الخليج، البحارة الهولنديين إلى اعتبار الطريق ملعونًا، وحاولوا تجنبه قدر الإمكان. في غضون ذلك، بدأ البريطانيون والدنماركيون في شن غارات على المحيط الهندي. أولئك الذين هبطوا على الجزيرة قاموا بقطع بحرية وأخذوا معهم القلب النفيس لأشجار الأبنوس، ثم وجدوا في كل أنحاء الجزيرة.
بدأ الاستعمار الهولندي في عام 1638 وانتهى في عام 1710، مع انقطاع قصير بين عامي 1658 و1666. تم تعيين العديد من المحافظين، لكن المصاعب المستمرة مثل الأعاصير والجفاف وتفشي الآفات ونقص الغذاء والأمراض قد تسببت في النهاية، وتم التخلي عن الجزيرة نهائيًا في عام 1710.
لم تكن الجزيرة مأهولة بشكل دائم للأربعين سنة الأولى بعد «اكتشافها» من قبل الهولنديين، ولكن في عام 1638 أنشأ كورنيليوس غويير أول مستوطنة هولندية دائمة في موريشيوس بحامية من خمسة وعشرين. وبذلك أصبح أول حاكم للجزيرة. في عام 1639، جاء ثلاثون رجلاً لتعزيز المستعمرة الهولندية. تم توجيه تعليمات إلى Gooyer لتطوير الإمكانيات التجارية للجزيرة، لكنه لم يفعل شيئًا من هذا القبيل، لذلك تم استدعائه. خلفه كان أدريان فان دير ستيل، الذي بدأ التطوير بجدية، وتطوير تصدير خشب الأبنوس. لهذا الغرض، أحضر فان دير ستيل 105 من العبيد من مدغشقر إلى الجزيرة. خلال الأسبوع الأول، تمكن حوالي ستين من العبيد من الفرار إلى الغابات؛ حوالي عشرين منهم تم الاستيلاء عليها.
في عام 1644، واجه سكان الجزيرة عدة أشهر من المصاعب، بسبب تأخر شحن الإمدادات والحصاد السيئ والأعاصير. خلال تلك الأشهر، كان المستعمرون يعتمدون فقط على قدرتهم على إطعام أنفسهم بالصيد والقنص. ومع ذلك، أمّن فان دير ستيل شحنة 95 عبيد آخرين من مدغشقر، قبل نقلهم إلى سيلان. كان بديله يعقوب فان دير ميرش. في عام 1645، جلب الأخير 108 من العبيد الملغاشيين. غادر فان دير ميرش موريشيوس في سبتمبر 1648 وحل محله رينييه بور.
في عام 1652، حلت المزيد من المصاعب بالسكان والمستعمرين والعبيد على حد سواء. كان عدد السكان آنذاك حوالي مائة شخص. أثرت المصاعب المستمرة على الإمكانات التجارية للجزيرة وتم طلب الانسحاب في عام 1657. في 16 يوليو 1658، غادر جميع السكان تقريبًا الجزيرة، باستثناء صبي السفينة واثنين من العبيد الذين لجأوا إلى الغابات. وهكذا انتهت المحاولة الأولى لاستعمار الهولنديين بشكل سيء.
في عام 1664، تم إجراء محاولة ثانية، لكن هذه المحاولة انتهت أيضًا بشكل سيء حيث أن الرجال الذين تم اختيارهم لهذا المنصب تخلوا عن قائدهم المريض، فان نيولاند، دون علاج مناسب، وسوف يموت.
من عام 1666 إلى عام 1669، قام ديرك يانسز سماينت بإدارة المستعمرة الجديدة في بورت دي وارويك، وكان نشاط قطع أشجار الأبنوس وتصديرها هو النشاط الرئيسي. عندما غادر ديرك يانسز سمينت، حل محله جورج فريدريك وايلدن، الذي توفي في 1672، غرق مع خمسة مستعمرين آخرين خلال رحلة استطلاعية. سيكون بديل له هووبرت هوجو. كان هوغو رجل ذو رؤية وأراد تحويل الجزيرة إلى مستعمرة زراعية. لم يشارك رؤساؤه رؤيته، وكان عليه في النهاية التخلي عن المحاولة.
أصبح إيساك يوهانس لاموتيوس الحاكم الجديد عندما غادر هوغو في عام 1677. حكم لاموتيوس حتى عام 1692، عندما تم ترحيله إلى باتافيا لحكمه على اضطهاد مستعمر رفضت زوجته خطابه. تم تعيين حاكم جديد، رويلوف ديوداتي، في عام 1692. واجه ديوداتي العديد من المشكلات في محاولاته لتطوير الجزيرة، مثل الأعاصير وتفشي الآفات وأمراض الماشية والجفاف. بعد أن أصيب ديوداتي بالإحباط، استبدله أبراهام مومبر فان دي فيلدي. هذا الأخير لم يكن أفضل، لكنه بقي آخر حاكم هولندي للجزيرة حتى تم التخلي عنه في عام 1710.
لم يكن العبيد يعاملون معاملة جيدة بشكل خاص من قبل المستعمرين، وتم قمع ومعاقبة الثورات أو فعل التنظيم. وتألفت بعض العقوبات من بتر أجزاء مختلفة من الجسم والتعرض في الهواء الطلق لمدة يوم كمثال للآخرين، وبلغت ذروتها في النهاية بإعدام العبيد المدانين عند غروب الشمس.
إرث الهولنديين في موريشيوس يشمل:
- توفير اسم للبلد والعديد من المناطق في جميع أنحاء الجزيرة. بعض الأمثلة تشمل جبل «بيتر بوث» ومنطقة «فاندرميش»، بالإضافة إلى العديد من الأسماء الأخرى.
- مقدمة من نباتات قصب السكر من جاوة.
- القضاء على طيور الدودو المحلية والسلاحف العملاقة للحصول على الغذاء وإدخال أنواع وآفات متنافسة، في بعض الأحيان لا إرادية
- تطهير مساحات كبيرة من الغابات لاستغلال النباح الأبنوس.

## الحكم الفرنسي (1710-1810)

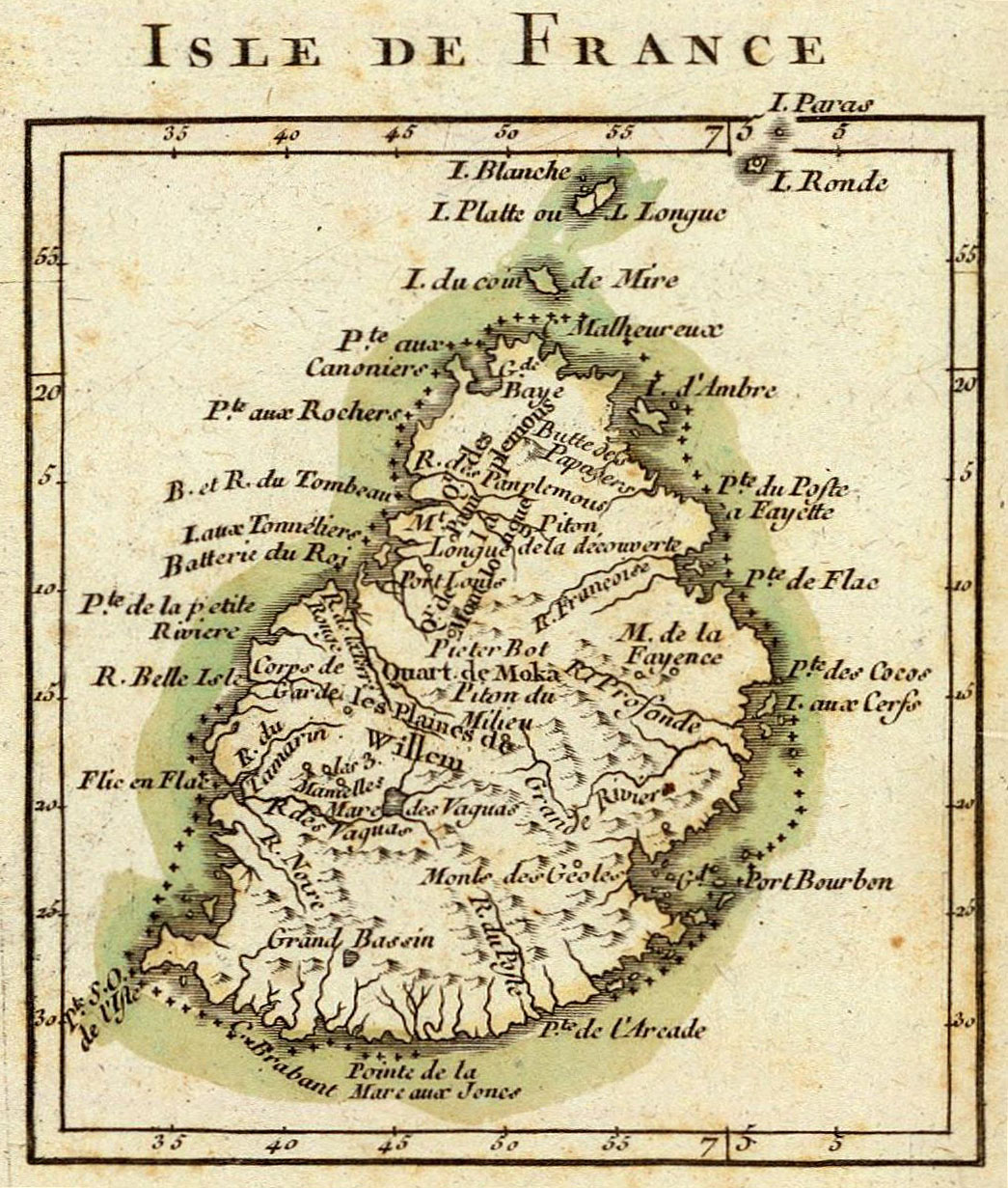
خريطة فرنسية تعود لعام 1791 تصور موريشيوس (التي كانت تُسمى فيما بعد "جزيرة فرنسا").

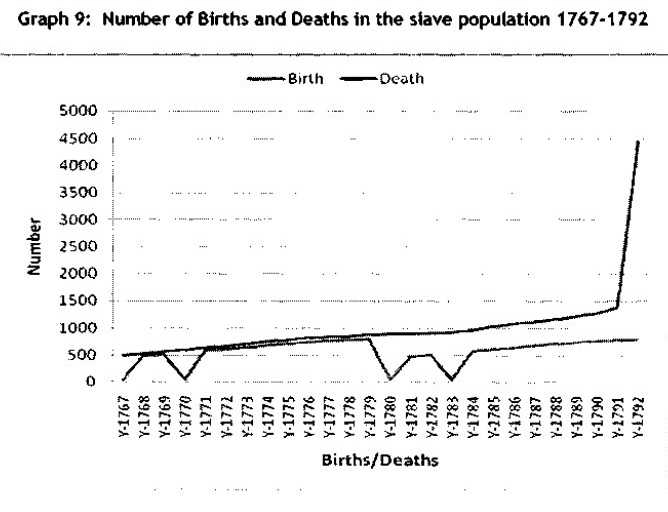
التركيبة السكانية للعبيد في موريشيوس (الخط الرئيسي يمثل معدل الوفيات)

بعد أن هجرها الهولنديون، أصبحت الجزيرة مستعمرة فرنسية عندما هبطت سفينة غيوم دوفريسن آرسيل في سبتمبر عام 1715 واستولت على هذا الميناء للاتصال على الطريق إلى الهند. أطلق على الجزيرة اسم «جزيرة فرنسا»، لكن بدأ الفرنسيون احتلالهم عام 1721 فقط. ومع ذلك، فقط من 1735، مع وصول الحاكم الفرنسي، ماهي دي لا بوردونيس، التي بدأت «جزيرة فرنسا» النامية بشكل فعال.
أسس ماهي دو لا بوردونيس بورت لويس كقاعدة بحرية ومركز لبناء السفن. تحت ولايته، تم بناء العديد من المباني، لا يزال عدد منها قائماً حتى اليوم: جزء من مبنى الحكومة وشاتو دو مون بلايزير في بامبلموسيس وثكنات الخط. كانت الجزيرة تحت إدارة شركة الهند الشرقية الفرنسية التي حافظت على وجودها حتى عام 1767.
في 1806 الحاكم العام، شارل ماثييو إيسيدوروس ديكاين، أنشأت مدينة مابورج. كانت تعرف في الأصل باسم بور ماهي. من تلك السنة حتى عام 1810، كانت الجزيرة مسؤولة عن المسؤولين المعينين من قبل الحكومة الفرنسية، باستثناء فترة وجيزة خلال الثورة الفرنسية، عندما شكل السكان حكومة مستقلة تقريبًا عن فرنسا.
خلال الحروب النابليونية، أصبحت «جزيرة فرنسا» قاعدةً نظم منها المشاهدون الفرنسيون غارات ناجحة على السفن التجارية البريطانية. استمرت الغارات حتى عام 1810 عندما تم إرسال بعثة بريطانية قوية للاستيلاء على الجزيرة. تم إحباط هجوم أولي على ميناء قراند في أغسطس عام 1810، ولكن الهجوم الرئيسي الذي شن في ديسمبر من نفس العام من رودريقوس، والذي تم القبض عليه خلال نفس العام، كان ناجحًا. تمت زيارة رودريقوس قبل الماء العذب والغذاء فقط من قبل البريطانيين في عام 1809. هبط البريطانيون بأعداد كبيرة في شمال الجزيرة وتغلبوا بسرعة على الفرنسيين الذين استسلموا. بموجب معاهدة باريس في عام 1814، تم التنازل عن «جزيرة فرنسا» التي أعيدت تسميتها موريشيوس إلى بريطانيا العظمى، إلى جانب رودريغيز وسيشيل. في عملية الاستسلام، ضمّن البريطانيون احترامهم لعادات السكان وتقاليدهم وقوانينهم وتقاليدهم.

## الحكم البريطاني (1810-1968)

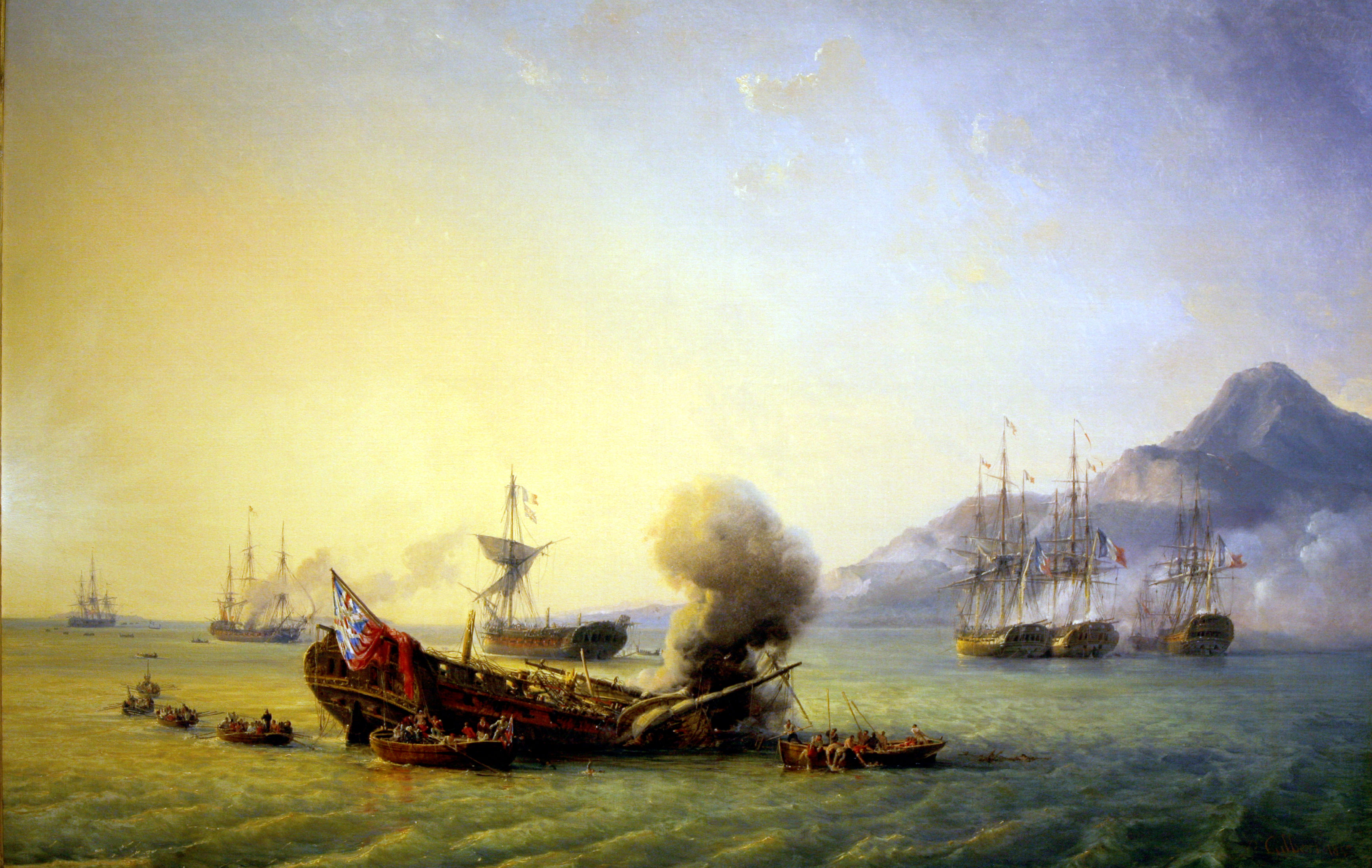
معركة جراند بورت (1810) لبيير جوليان جيلبرت

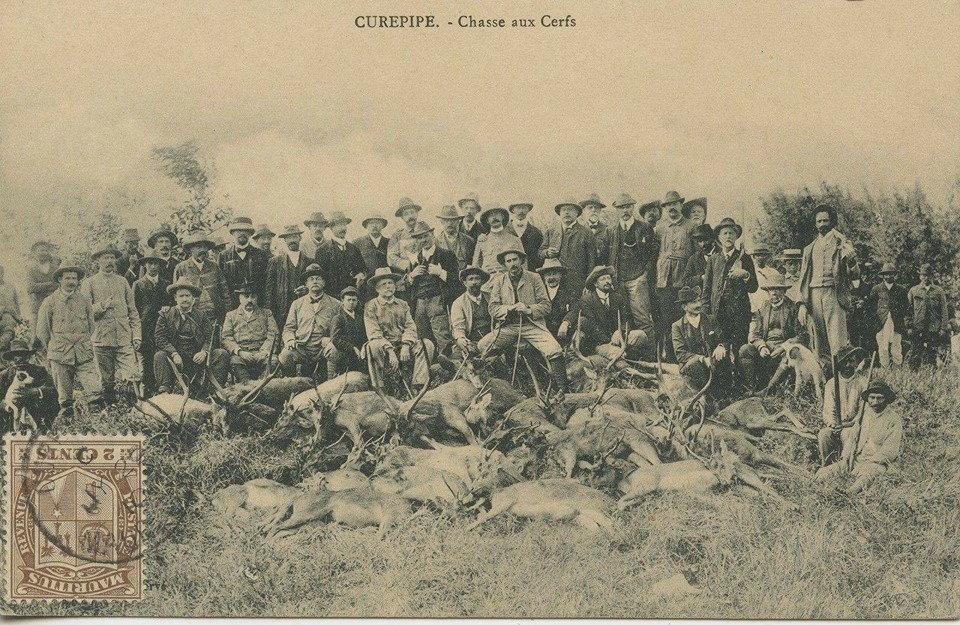
صيد الغزلان في كوريبيبي، حوالي 1900

على الرغم من النصر البحري الفرنسي الوحيد (خلال حروب نابليون) لمعركة جراند بورت في 19 و20 أغسطس 1810 من قبل أسطول بقيادة بيير بوفيت، تم الاستيلاء على موريشيوس في 3 ديسمبر 1810 من قبل البريطانيين تحت قيادة العميد البحري جوسياس رولي. تم تأكيد امتلاكهم للجزيرة بعد أربع سنوات بموجب معاهدة باريس (1814). تم الحفاظ على المؤسسات الفرنسية، بما في ذلك قانون نابليون للقانون. كانت اللغة الفرنسية في تلك اللحظة لا تزال تستخدم على نطاق واسع أكثر من اللغة الإنجليزية.
الإدارة البريطانية، التي بدأت مع روبرت تاونسيند فاركوه كحاكم، أعقبتها تغيرات اجتماعية واقتصادية سريعة. كان من أهم الأحداث إلغاء العبودية في 1 فبراير 1835. تلقى المزارعون تعويضًا قدره مليوني جنيه إسترليني عن فقدهم لعبيدهم الذين تم استيرادهم من إفريقيا ومدغشقر أثناء الاحتلال الفرنسي. كان السيد جورج فيرغسون بوين حاكماً من عام 1879 إلى عام 1883.
تتبع الكريول الموريتانية أصولها لأصحاب المزارع والعبيد الذين أحضروا للعمل في حقول السكر. عندما تم إلغاء العبودية في 1 فبراير 1835، جرت محاولة لتأمين مصدر رخيص لليد العاملة القابلة للتكيف في مزارع السكر المكثفة في موريشيوس. بدأت اليد العاملة بالسخرة مع العمال الصينيين والماليزيين والأفريقيين والملاغاشيين، ولكن في نهاية المطاف، كانت الهند هي التي زودت العمال الماسة إلى موريشيوس. وقعت هذه الفترة من الاستخدام المكثف للعمالة الهندية خلال الحكم البريطاني، مع العديد من الحلقات الوحشية والكفاح الطويل من قبل المتعاقدين على الاحترام. كان المصطلح ينطبق على المتعاقدين خلال هذه الفترة، والذي أصبح منذ ذلك الحين مصطلح مهين لموريشيوس من أصل آسيوي، كان كولي. سرعان ما أصبحت الجزيرة هي النقطة الرئيسية في تجارة العمال المستأجرين، حيث انطلق الآلاف من الهنود من كالكوتا أو كاريكال؛ لم يقتصر الأمر على تعديل الفسيولوجيا الاجتماعية والسياسية والاقتصادية للجزيرة، بل ذهب البعض أيضًا إلى جزر الهند الغربية.
ينحدر الموريشيون الهنود من المهاجرين الهنود الذين وصلوا في القرن التاسع عشر عبر أبرافاسي غات من أجل العمل كعمال مغربي بعد إلغاء العبودية في عام 1835 يوجد في المجتمع الهندي الموريشيوسي مسلمون (حوالي 17% من السكان) من شبه القارة الهندية. تسيطر النخبة الفرنسية الموريتانية على جميع العقارات الكبيرة تقريبًا وتنشط في الأعمال التجارية والمصرفية. عندما أصبح السكان الهنود يهيمنون عدديًا وتم تمديد حق التصويت، تحولت السلطة السياسية من الفرنسيين الموريتانيين وحلفائهم الكريول إلى الموريشيون الهند.
بدأ اجتماع فسيفساء من أشخاص من الهند والصين وإفريقيا وأوروبا عملية تهجين والاحتكاكات والحوارات بين الثقافات، والتي وصفها الشاعر خال توربوللي «روعة». هذا الواقع الاجتماعي هو مرجع رئيسي للهوية المفتوحة للآخرين ويستخدم على نطاق واسع في موريشيوس حيث يمثل إنسانية التنوع.
نشبت صراعات بين المجتمع الهندي (معظمهم من عمال قصب السكر) وبين الفرنسيين الموريشيوس في العشرينات، مما أدى إلى عدة  –  الهندي أساسا  –  حالة وفاة. بعد ذلك، تأسس حزب العمل في موريشيوس في عام 1936 من قبل موريس كيور لحماية مصالح العمال. نجح كيور بعد عام من إيمانويل أنكيليل الذي حاول الحصول على دعم عمال الميناء. بعد وفاته، تولى غاي روزمونت قيادة الحزب.
تم إنشاء قوة موريشيوس الإقليمية التي تضم تشكيلات المدفعية الساحلية والمشاة في عام 1934. بسبب تصاعد الحرب العالمية الثانية، توسعت القوة لتشمل كتيبتين. تم تغيير اسمها إلى فوج موريشيوس في عام 1943. هبطت الكتيبة الأولى التي يبلغ قوامها 1000 رجل في (دييغو سواريز) في ديسمبر 1943 لتخفيف القوات الإمبراطورية التي غزت واستولت على الجزيرة من فيشي فرانس في معركة مدغشقر عام 1942. بعد وقت قصير من هبوط الكتيبة تمرد بسبب الاحتجاجات في ظروفهم وكسر ضمانهم أنهم لن يغادروا موريشيوس. تم تجريد 300 جندي من سلاح بنادق الملك الإفريقي، وتم اعتقال 500 جندي، لكن 6 جنود فقط ظلوا مسجونين بحلول عام 1946 وكان هناك أيضًا تشكيل لحرس المنازل، وقوة دفاع موريشيوس التي تضم 2000 رجل وقوة دفاع بحرية ساحلية

## الاستقلال (1968)

علم موريشيوس (1968)

كانت انتخابات عام 1947 للجمعية التشريعية المنشأة حديثًا بمثابة الخطوات الأولى لموريشيوس نحو الحكم الذاتي، وفاز بها حزب العمل برئاسة غاي روزمونت. كانت هذه هي المرة الأولى التي يتم فيها طرد النخبة الفرانكوفونية من السلطة.
اكتسبت حملة الاستقلال زخمًا بعد عام 1961، عندما وافق البريطانيون على السماح بالحكم الذاتي الإضافي والاستقلال النهائي. تحالف مؤلف من حزب العمل الموريشيبي، ولجنة العمل الإسلامية للسير عبد الرزاق محمد، والكتلة الأمامية المستقلة  –  حزب هندوسي تقليدي  –  فاز بأغلبية الأصوات في انتخابات الجمعية التشريعية لعام 1967، على الرغم من معارضة مؤيدي فرنسا موريشيوس وكريول لحزب غايتان دوفال في الحزب الاشتراكي الديمقراطي وجول كوينيج في موريشيوس.
تم تفسير المسابقة محليا على أنها استفتاء على الاستقلال. وفاز في الانتخابات بفارق ضئيل. كانت الدائرة رقم 15 مفتاح النصر من قبل التحالف المؤيد للاستقلال. تمكن التحالف بقيادة حزب العمل الموريشيبي من الفوز بهذه الدائرة الانتخابية فقط بسبب دعم لجنة العمل الإسلامية. أصبح سير سيوساجور رامغولام، وهو ممارس طبي شهير ساعد الفقراء ودعمهم بشكل كبير ومجتمع العمال، زعيم حزب العمل الموريشيبي ورئيس الوزراء في الحكومة الاستعمارية، أصبح أول رئيس وزراء بعد الاستقلال، في 12 مارس 1968. سبق هذا الحدث فترة من الصراع الطائفي، تم السيطرة عليها بمساعدة القوات البريطانية. أدى الصراع الطائفي الذي سبق الاستقلال إلى مقتل حوالي 300 شخص.

الملكة الشخصية موريشيوس العلم

انتهى الحكم البريطاني في 12 مارس 1968 بموجب قانون استقلال موريشيوس لعام 1968. بقي العاهل البريطاني، إليزابيث الثاني، رئيس الدولة الاسمي ملكة موريشيوس تم تفويض أدوارها الدستورية للحاكم العام لموريشيوس. آخر حاكم، السير جون شو ريني شغل منصب الحاكم العام الأول حتى 27 أغسطس 1968.
في عام 1969، والحركة ماريشوس المسلحة بقيادة باول بيرينجر وهيرهلال بوهجالو ظهرت. فاز بأول انتخابات له عن طريق انتخاب الدائرة رقم 5. حتى عام 1982، كان سير سيوساجور رامغولام رئيسًا للوزراء، وكان حزب العمل التابع له في تحالف مع الحزب الاشتراكي الديمقراطي في دوفال. في عام 1982، وصل ائتلاف الحركة الموريتانية الموريتانية / الحزب الاشتراكي الموريتاني إلى السلطة في انتصار ساحق في الانتخابات، حيث تولى منصب رئيس الوزراء السير أنيرود جوجناوث ورئيس الوزراء هاريش بودهو. انقسم الائتلاف في عام 1983، مع قيام السيد أنيرود جوجناوث كيو سي بتشكيل الحركة الاشتراكية الموريتانية، التي أصبحت الحزب الحاكم، مع تولي جوجناوث منصب رئيس الوزراء. أصبح السيد سيووساجور رامغولام لاحقًا الحاكم العام.
بعد وفاة السير سيووساجور، خلفه السير ساتكام بوليل أولاً، ثم نجل السير سيووساجور الفريد، الدكتور نافين رامغولام، وهو زعيم كاريزمي، ممارس طبي وحاصل على شهادة في القانون، خلفه كقادة في حزب العمل الموريشيبي. ومع ذلك، تم هزم حزب العمل الموريشيبي والحزب الاشتراكي الديمقراطي في انتخابات عام 1991، والتي شهدت إعادة انتخاب السير ارينود جوقنث.
أعلنت جمهورية موريشيوس في 12 مارس 1992. بعد إلغاء الملكية، آخر حاكم عام لموريشيوس، أصبح السير فيراسامي رينغادو أول رئيس لموريشيوس.

### جمهورية (1992)
في ديسمبر 1991، تم تعديل الدستور لجعل موريشيوس جمهورية داخل الكومنولث. أصبحت موريشيوس جمهورية في 12 مارس عام 1992، مع محافظ آخر العام، السير فيراسامي رينغادو، كما المؤقت الرئيس. خلفه كاسام أوتيم في 30 يونيو 1992.
قاد الدكتور نافين رامقولم ائتلاف للفوز في الانتخابات العامة عام 1995، كرئيس للوزراء، وهو المنصب الذي شغله الأخير لمدة 13 عامًا. انقسم الائتلاف الحاكم في عام 1997، حيث عادت الحركة إلى المعارضة وحافظ الدكتور نافين رامغولام على منصب رئيس الوزراء.
في الانتخابات المقبلة في عام 2000، أعيد السيد انيرود، بالتحالف مع بول بيرنقر إلى السلطة، مع تعيين السيد انيرود كرئيس للوزراء. تقاعد بعد ذلك كرئيس للوزراء بعد 3 سنوات وتولى منصب الرئيس. في الفترة المتبقية من الحكومة المنتخبة، شغل منصب رئيس الوزراء بول برينجر. في الانتخابات العامة لعام 2005، فاز تحالف الاجتماعي بقيادة حزب العمل الموريشيبي بالانتخابات، وأصبح الدكتور نافين رئيسًا للوزراء بينما بقيانرود رئيسًا. شهدت الانتخابات العامة لعام 2010 فوز تحالفات والحفاظ على الدكتور نافين كرئيس للوزراء. بعد عام أو نحو ذلك، غادر السير انرود الرئاسة وحل محله كايلش بوريق، وهو محامٍ وسياسي، وقد خدم البلاد كوزير كبير في العديد من المناسبات تحت قيادة الدكتور نافين. شهدت الانتخابات العامة لعام 2014 فوز تحالف الاجتماعي والسيد انرود في منصب رئيس الوزراء بينما بقي كايلش رئيسًا حتى عام 2016 عندما أصبحت السيدة امينا فاكيم أول رئيسة.

## روابط خارجية
- مجلس متاحف موريشيوس، هيئة اعتبارية تحت رعاية وزارة الفنون والثقافة
- تاريخ جزيرة موريشيوس
- WorldStatesmen- موريشيوس
- تاريخ موريشيوس في الفترة الفرنسية
- معرض بالتفصيل تاريخ موريشيوس